# Isabel Carvalho
Isabel Carvalho née à Porto en 1977, est une artiste contemporaine portugaise. L'écrit est à la base de sa pratique artistique.

## Biographie
Isabel Carvalho est née à Porto en 1977. Elle étudie à la faculté des beaux-arts de l'université de Porto. Elle fait partie du monde de l'art alternatif de Porto où les artistes produisent eux-mêmes leurs expositions. Elle croise pratiques plastiques et écritures. Elle établit des liens entre art contemporain, politique, langage, économie et sexualité.
En 2017, Isabel Carvalho crée LEONORANA, une publication de recherche interdisciplinaire annuelle bilingue en portugais et anglais. Cette revue étudie les relations entre les langages verbaux et visuels.
En 2021, pour Langages tissés, elle s'intéresse aux ouvrages subversifs qui faisaient partie de la bibliothèque de Henri Pascal de Rochegude, dans laquelle elle expose. Elle s'inspire Des nuits facétieuses, contes de fées grivois et fantastiques écrit par l’italien Giovanni Francesco Straparola. Elle raconte le livre en tant qu'objet et description de la société patriarcale et misogyne. Dans une deuxième salle, elle présente l'antithèse avec l'ouvrage Urania de Giulia Bigolina pour livrer un message moderne et engagé. Dans la troisième salle, Isabel Carvalho présente ses propres écrits.

## Expositions
- Yes I'm : No I'm not, Galerie Quadrado Azul, Porto, 2006
- Wanda, Sala de Espera, Guimarães, 2006
- Bitting the hand that feeds you, Galerie Quadrado Azul, Lisbonne, 2008
- Girls are dreaming about enormous machines, Galerie Nova Ogiva, Óbidos, 2008
- Langages tissés, Hôtel de Rochegude, Albi, 2021[6]